# Joseph de Maistre

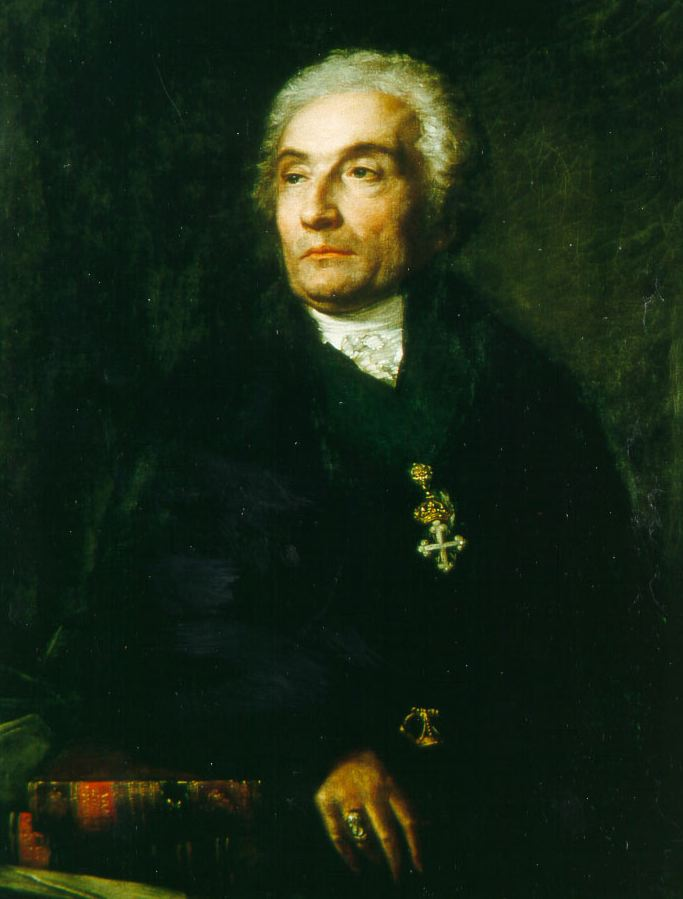
Joseph de Maistre

Joseph Marie, Comte de Maistre (* 1. April 1753 in Chambéry; † 26. Februar 1821 in Turin) war ein savoyischer Staatsmann, Schriftsteller und politischer Philosoph, der die Grundlagen des Ancien Régime gegenüber den Ideen der Aufklärung und deren Folgen während der Französischen Revolution verteidigte. Damit war er ein bedeutender Vertreter der Gegenaufklärung.

## Leben
Joseph de Maistre wurde als ältestes von zehn Kindern einer savoyischen Adelsfamilie geboren. Sein Vater François-Xavier Maistre (1705–1789) war Senatspräsident im Herzogtum Savoyen, das damals zum Königreich Sardinien gehörte. Er besuchte eine Jesuitenschule. 1788 wurde er zum Senator von Savoyen ernannt und war Mitglied des Senats am Gerichtshof.
1774 trat Joseph de Maistre der Freimaurerloge Trois mortiers in Chambéry bei. Die Freimaurerei steckte damals noch in den Kinderschuhen, wie er 1793 rückblickend schrieb. Er wechselte später in die rektifizierte Schottische Maurerei von Jean-Baptiste Willermoz in Lyon. 1779 war er Gründungsmitglied von Le collège particulier de Chambéry, dem er unter dem Pseudonym Josephus a Floribus angehörte. Er verließ die reguläre Freimaurerei 1790. Als die Franzosen Savoyen besetzten, emigrierte er 1792 in die Schweiz nach Lausanne. Zeitweise lebte er in Venedig und auch in Turin, wo er sich 1793 einer Loge der Strikten Observanz anschloss, einer freimaurerischen Richtung, die zum Beispiel mit einer Loge seit 1755 in Deutschland vertreten war.
1802 wurde er als offizieller Repräsentant des Königreichs Sardinien für Russland nach St. Petersburg entsandt. Xavier de Maistre (1763–1852), einer seiner Brüder, war ebenfalls Schriftsteller.

## Reaktion auf Aufklärung und Französische Revolution
1793 verteidigte er die Freimaurerei in einem Mémoire an Vignet d’Etoles gegen Vorwürfe, die wegen der Französischen Revolution gegen sie erhoben wurden. In seinen Mémoires pour servir à l’histoire du Jacobinisme an Abbé Barruel verteidigte er die Freimaurerei gegen den Vorwurf, sie sei für alle Taten der Französischen Revolution verantwortlich. Darin unterschied er zwischen unpolitischen Freimaurern, französischen Martinisten und den Illuminaten.
Joseph de Maistre, dessen politische und weltanschauliche Positionen durch die Schriften Edmund Burkes geprägt sind, ist zusammen mit Louis-Gabriel-Ambroise de Bonald der Hauptvertreter der traditionalistischen Reaktion auf die Französische Revolution. Er stellt dem Rationalismus des 18. Jahrhunderts den Glauben und ungeschriebene Gesetze gegenüber und fasst die Gesellschaft als organische Realität auf. De Maistre erweist sich als dezidierter Kritiker der Gesellschaftstheorie Jean-Jacques Rousseaus: Während der Aufklärer alle Formen sozialer Ungleichheit bemängelt und ein Verfechter der Idee der Volkssouveränität ist, präsentiert sich de Maistre als Propagandist einer hierarchischen Sozialgliederung und Apologet einer göttlich legitimierten monarchischen Alleinherrschaft. Nicht nur Rousseaus Thesen, sondern auch diejenigen der anderen „philosophes“ der Aufklärung bilden in seinen Augen die theoretische Grundlage für den Terror der Französischen Revolution. Für ihn ist der Terror (Terreur) die logische Konsequenz der Revolution. Wer die Freiheit und das Tugendideal der Gleichheit über alles stellt, muss demnach mit Notwendigkeit alles bekämpfen, was der Verwirklichung dieser Utopie widerspricht. Wer die Freiheit zum obersten Gesetz der politischen Ordnung erklärt, muss alle Traditionen und sozialen Gefüge, die den Einzelnen tragen und prägen, unweigerlich in Frage stellen. Damit werden aber auch alle Fundamente zerstört, die sinnstiftend wirken und Stabilität garantieren. De Maistres Haupteinwand gegen die Verherrlichung der Freiheit besteht darin, dass er nicht glaubt, dass Freiheit glücklich macht. Er zitiert dafür einen namentlich nicht genannten Schweizer Philosophen, der über sein Land gesagt haben soll: „In den demokratischen Staaten der Schweiz gibt es, wenn man die Intriganten, Stellungssucher, die nichtswürdigen, eingebildeten und schlechten Menschen, die Betrunkenen und Nichtstuer ausnimmt, in der ganzen Republik keinen einzigen glücklichen und zufriedenen Menschen.“
Im Übrigen, so mutmaßt de Maistre, ist in einer Demokratie niemals das Volk der Souverän, sondern das Geld. Und was den ideologischen Kitt anbelangt, hat man es dabei vor allem mit den Schwankungen der öffentlichen Meinung zu tun, die eine weit größere Rolle spielen als die von den „philosophes“ gepriesene Vernunft. Zudem entscheidet sowieso nie der Einzelne, in welcher Staatsform er leben möchte. Selbst gewählt an den Staatsformen, in denen Menschen leben, ist in aller Regel so gut wie nichts. „Es existiert kein auf rein freiwilliger Gemeinschaft begründeter Staat“, heißt es in dem anti-rousseauistischen Traktat Von der Souveränität. Demokratie wäre aus de Maistres Sicht allenfalls in einer überschaubaren Menge von Menschen denkbar. Was jedoch üblicherweise im Namen des Volkes geschieht, hat mit den vielen Einzelnen, die ihm angehören, meist reichlich wenig zu tun. Demokratie funktioniert auch deshalb nicht nach wirklich demokratischen Prinzipien, weil „man in einer Republik nur in dem Maße zählt, wie Geburt, Verbindungen und große Talente uns Einfluss verleihen“. Was heißt: „Der einfache Bürger gilt in der Tat nichts.“ Und deshalb sollte man Herrschaft auch als etwas Notwendiges bejahen, anstatt Gleichheits-Illusionen anzuhängen.
Monarchien bilden nicht nur die ehrlicheren Herrschaftsformen, sie sind jeder Art von fadenscheiniger Demokratie auch zeitlos überlegen. Entsprechend besitzen auch die klare, straffe Organisation der katholischen Kirche und selbst despotische orientalische Machtverhältnisse gegenüber allen Versuchen, dem Volk vorzugaukeln, es könne mitreden, nur Vorteile. De Maistre zieht daraus den Schluss, dass es mit der neuerlichen „Orakelherrschaft der Vernunft“ möglichst schnell wieder ein Ende haben muss. „Der Hass gegen die Autorität ist die Plage unserer Tage, das Heilmittel gegen dieses Übel liegt nur in den heiligen Maximen, die man Euch vergessen gemacht hat. Archimedes wusste wohl, dass er einen Punkt außerhalb der Welt brauchte, um die Welt emporzuheben“, verkündete er und weist Gott und den König als unumgängliche Pfeiler einer jeden tragfähigen Ordnung aus.
Der Staatstheoretiker trauerte nicht nur dem Absolutismus, sondern auch der Inquisition nach und er bedauert, dass man die Schriften der Aufklärer nicht verboten hatte. Hätte die Zensur noch wie früher funktioniert, wäre es in seinen Augen gar nicht erst so weit gekommen. „Die französische Regierung“, erklärt er, „hat sich großen Schaden zugefügt, indem sie zu sehr die Augen vor solchen Ausschweifungen verschloss. Es hat sie den Thron und den unglücklichen Ludwig XVI. das Leben gekostet. ‚Die Bücher haben alles bewirkt‘, sagt Voltaire. Ohne Zweifel, weil man die Bücher alles hat machen lassen.“
Den modernen aufgeklärten Glauben an die Segnungen der Wissenschaften und der Künste hielt de Maistre ebenso für eine „Narretei“, da es seines Erachtens nicht darauf ankommt, dass ein Volk immer klüger und belesener wird und bei allem mitreden kann, sondern dass das Zusammenleben möglichst reibungslos funktioniert. Voltaire besaß für ihn etwas Lächerliches, da „er glaubte, dass eine Nation, die kein Theater und kein Observatorium besitzt, nicht würdig sei zu atmen“. Die Geschichte habe jedoch bewiesen, dass wissenschaftliche Erkenntnisse, bedeutende Kunst und große Architektur keineswegs unter demokratischen Bedingungen zustande gekommen sind. „Die Künste brauchen im allgemeinen einen König. Sie erstrahlen nur unter dem Einfluss des Zepters“, heißt es in seiner Schrift Von der Souveränität. In einer Demokratie, so de Maistres Argument, hätte es keinen Michelangelo gegeben, und wir besäßen dann auch nicht den Louvre und die Gärten von Versailles und auch nicht die vielen Opern, die ohne Rücksicht auf den Geschmack des Volkes für die Hoftheater entstanden sind.
In seinem Werk Betrachtungen über Frankreich von 1796 (Considérations sur la France) schreibt er: „Ich bin kein Franzose, ich war nie einer und ich möchte auch keiner sein.“ Mit einem Land, das mit allen althergebrachten Ordnungen zu brechen versuchte und in dem während der Revolution ein Tugendterror gepredigt wurde, der zu Massenhinrichtungen führte, wollte er nichts mehr zu tun haben.

## Rezeption
Joseph de Maistre gilt als einer der Väter der Soziologie. Er war ein Vordenker des Ultramontanismus und der Unfehlbarkeit des Papstes. Unter anderen haben sich Ernest Hello, Lew Nikolajewitsch Tolstoi, Elias Canetti, Isaiah Berlin und Aimé Césaire mit seinem Werk auseinandergesetzt. Nach Friedrich Nietzsche habe Charles Baudelaire von sich behauptet: „De Maistre und Edgar Allan Poe haben mich räsonniren gelehrt.“
Der französische Journalist Émile Dermenghem befasste sich unter anderem mit einer Denkschrift von Joseph de Maistre über die Freimaurerei, die dem damaligen Herzog von Braunschweig gewidmet, erstmals 1782 erschienen war und immer wieder neu aufgelegt wurde. Dermenghem sah bei de Maistre einen Zusammenhang mit dem Martinismus.
In seiner 1957 erschienenen Abhandlung über de Maistre, die den Titel Über das reaktionäre Denken trägt, bemerkt Emil Cioran: „An den Verheißungen der Utopie scheint alles bewundernswert und ist alles falsch; an den Feststellungen der Reaktionäre ist alles verabscheuenswert und scheint alles wahr“. De Maistre sei, so behauptet Cioran, „aufrichtig in das Paradox verliebt“ gewesen, und es habe für ihn „die einzige Chance der Originalität nach einem ganzen Jahrhundert des Redens über Freiheit und Gleichheit darin bestanden, sich anderer Fiktionen zu bemächtigen“, nämlich „jener der Autorität“, um sich damit „auf eine andere Weise zu verirren“. Beatrice Bondy sieht in seinem Stil bereits die Methode angelegt, durch Übertreibungen die Behauptungen seiner ideologischen Gegner anzugreifen. Henning Ottmann urteilt über de Maistre, dass er im Gegensatz zu de Bonald ein „glänzender Stilist, ein düsterer Apokalyptiker, ein literarischer Terrorist“ sei.

## Werke (Auswahl)
Unter de Maistres politischen und philosophischen Schriften sind die bekanntesten:
- La franc-maçonnerie, mémoire au Duc de Brunswick. 1782
- De la souveraineté du peuple. 1794
- Lettres d’un royaliste savoisien à ses compatriotes. 1794
- De l’État de nature ou Examen d’un écrit de Jean-Jacques Rousseau sur l’inégalité des conditions. 1795
- Considérations sur la France. 1796
- Du Pape. 1819
- Les Soirées de Saint-Pétersbourg ou Entretiens sur le gouvernement temporel de la Providence und Traité sur les Sacrifices. 1821 (posthum)
- Lettres à un gentilhomme russe sur l’inquisition espagnole. 1822 (posthum)
- Examen de la philosophie de Bacon. 1836 (posthum)

In deutscher Übersetzung
- Betrachtungen über Frankreich. Über den schöpferischen Urgrund der Staatsverfassungen. Deutsch von Fr. von Oppeln-Bronikowski. Hrsg. von P. R. Rohden. Hobbing, Berlin 1924.
- Abendstunden zu St. Petersburg, oder Gespräche über das Walten der göttlichen Vorsicht in zeitlichen Dingen mit einem Anhang über die Opfer. 2 Bände. Andreäische Buchhandlung, Frankfurt am Main 1824–1825. Neuausgabe unter dem Titel Die Abende von St. Petersburg oder Gespräche über das zeitliche Walten der Vorsehung. Hrsg. von Jean-Jacques Langendorf und Peter Weiß. Überarb. Übers. aus dem Franz. von Moritz Lieber. Karolinger Verlag, Wien 2008.
- Louis de Bonald und Joseph de Maistre: Europa auf dem Pulverfass. Briefwechsel 1812–1821. Herausgegeben und aus dem Französischen von Alexander Pschera. Matthes & Seitz Verlag, Berlin 2021. ISBN 978-3-7518-0046-4
- Von der Souveränität. Ein Anti-Gesellschaftsvertrag. Kulturverlag Kadmos, Berlin 2002
- Vom Pabst. Aus dem Französischen übersetzt von Moriz Lieber. 2 Bände. Frankfurt a. M., Andreäische Buchhandlung 1822 (Digitalisat I, II)[12]
- Von der Gallicanischen Kirche in ihrem Verhältnisse zu dem Kirchen-Oberhaupte. Fortsetzung des Werkes Vom Papst. Andräische Buchhandlung, Frankfurt am Main 1823.